# Stora Sventjärnen
Stora Sventjärnen är en sjö i Ovanåkers kommun i Hälsingland och ingår i Ljusnans huvudavrinningsområde. Sjön har en area på 0,129 kvadratkilometer och ligger 241,1 meter över havet.

## Delavrinningsområde
Stora Sventjärnen ingår i det delavrinningsområde (682392-147278) som SMHI kallar för Utloppet av Stora Sventjärnen. Medelhöjden är 257 meter över havet och ytan är 1,14 kvadratkilometer. Det finns inga avrinningsområden uppströms utan avrinningsområdet är högsta punkten. Vattendraget som avvattnar avrinningsområdet har biflödesordning 4, vilket innebär att vattnet flödar genom totalt 4 vattendrag innan det når havet efter 151 kilometer. Avrinningsområdet består mestadels av skog (66 procent). Avrinningsområdet har 0,1 kvadratkilometer vattenytor vilket ger det en sjöprocent på 8,6 procent.